# Lockhart (Texas)
Lockhart è un centro abitato degli Stati Uniti d'America, situato nella contea di Caldwell dello Stato del Texas.

## Geografia fisica
Lockhart è situata a 29°52′55″N 97°40′34″W (29.881870, -97.676040). Si trova 25 km a sud est di Austin, 74 miglia a nord est di San Antonio e 158 miglia da Houston.
Secondo lo United States Census Bureau, ha un'area totale di 11,3 miglia quadrate (29 km²), di cui 11,2 miglia quadrate (29 km²) è terreno e 0,04 miglia quadrate (0,10 km², 0.18%) è acqua.

## Società

### Evoluzione demografica
Secondo il censimento del 2000, c'erano 11.615 persone, 3.627 nuclei familiari, e 2.691 famiglie residenti nella città. La densità di popolazione era di 1.032,7 persone per miglio quadrato (398,6/km²). C'erano 3.871 unità abitative a una densità media di 344,2 per miglio quadrato (132,9/km²). La composizione etnica della città era formata dal 65,42% di bianchi, il 12,68% di afroamericani, lo 0,67% di nativi americani, lo 0,34% di asiatici, lo 0,06% di isolani del Pacifico, il 18,00% di altre razze, e il 2,82% di due o più etnie. Ispanici o latinos di qualunque razza erano il 47,41% della popolazione.
C'erano 3.627 nuclei familiari di cui il 38,0% avevano figli di età inferiore ai 18 anni, il 52,0% erano coppie sposate conviventi, il 16,6% aveva un capofamiglia femmina senza marito, e il 25,8% erano non-famiglie. Il 21,9% di tutti i nuclei familiari erano individuali e il 10,6% aveva componenti con un'età di 65 anni o più che vivevano da soli. Il numero di componenti medio di un nucleo familiare era di 2,81 e quello di una famiglia era di 3,28.
La popolazione era composta dal 26,5% di persone sotto i 18 anni, il 9,2% di persone dai 18 ai 24 anni, il 32,1% di persone dai 25 ai 44 anni, il 18,9% di persone dai 45 ai 64 anni, e il 13,2% di persone di 65 anni o più. L'età media era di 34 anni. Per ogni 100 femmine c'erano 93,0 maschi. Per ogni 100 femmine dai 18 anni in giù, c'erano 89,4 maschi.
Il reddito medio di un nucleo familiare era di 36.762 dollari, e quello di una famiglia era di 41.111 dollari. I maschi avevano un reddito medio pro capite di 29.329 dollari contro i 20.923 dollari delle femmine. Il reddito medio pro capite era di 13.621 dollari. Circa il 12,2% delle famiglie e il 14,6% della popolazione erano sotto la soglia di povertà, incluso il 14,8% di persone sotto i 18 anni e il 18,1% di persone di 65 anni o più.